# Liane Moriarty
Liane Moriarty (Sydney, 15 de novembro de 1966) é uma escritora australiana conhecida  pelos romances Pequenas Grandes Mentiras, lançado em 2014, e O Segredo do Meu Marido, lançado em 2013, que alcançaram o primeiro lugar na lista de mais vendidos do prestigiado jornal norte-americano The New York Times.
Pequenas Grandes Mentiras, originalmente Big Little Lies, rendeu uma premiada série de TV americana comissionada pelo canal HBO e estrelada por Nicole Kidman, Reese Witherspoon e Shailene Woodley nos papéis das protagonistas Celeste, Madeleine e Jane, respectivamente.
Além dos célebres romances de 2013 e 2014, Moriarty também escreveu, em 2003, Three Wishes, seu primeiro romance, cujos direitos de adaptação foram comprados pela Netflix, e, como já admitiu em diversas entrevistas, escreveu-o “dominada de inveja” por sua irmã Jaclyn Moriarty ter escrito seu próprio romance de estreia, realizando um sonho que ambas compartilhavam.
Em 2006, Liane Moriarty escreveu The Last Anniversary, seu segundo romance. What Alice Forgot (O que Alice esqueceu) e The Hypnotist’s Love Story foram escritos em 2010 e 2011, respectivamente, e os direitos de adaptação dos dois livros já foram comprados.

## Carreira
Depois de sair da escola, Moriarty trabalhou em publicidade e marketing em uma empresa de publicação legal. Ela então dirigiu sua própria empresa por um tempo antes de trabalhar como copywriter de publicidade freelance. Em 2004, depois de obter um mestrado na Macquarie University em Sydney, seu primeiro romance Three Wishes, escrito como parte do curso, foi publicado. Seu quinto livro, O Segredo do Meu Marido, lançado em 2013, foi bastante aclamado pela critica e teve seus direitos de adaptação comprados pela CBS Films com a atriz Blake Lively no papel da protagonista Cecilia Fitzpatrick, uma consultora de vendas de tupperware que tem a vida virada de cabeça para baixo ao ler uma carta escrita por seu marido. Seu sexto livro e de grande sucesso, Pequenas Grandes Mentiras, lançado em 2014, foi adaptado para uma minissérie da HBO em 2017, estrelada por Reese Witherspoon, Nicole Kidman e Shailene Woodley. Em dezembro de 2017, a HBO renovou a série para uma segunda temporada.  Em 2016, Moriarty lançou seu sétimo livro: Até que a culpa nos separe, que conta a história de duas amigas de infância Erika e Clementine, que são convidadas para um churrasco na casa luxuosa dos vizinhos de Erika e um acontecimento assustador vai mudar para sempre a vida dos convidados. Em junho de 2018, a Editora Intrínseca relançou seu romance de 2010, What Alice Forgot (no Brasil: O que Alice Esqueceu), onde uma mulher cai em um acidente na academia e se esquece de dez de sua vida. Ainda em 2018, Moriarty lançou o romance intitulado Nove Desconhecidos.

## Adaptações de seus livros
- Big Little Lies (2017-2019) O livro Big Little Lies foi adaptado para uma minissérie da HBO em 2017, estrelada por Reese Witherspoon, Nicole Kidman e Shailene Woodley.[1] A série recebeu aclamação da crítica e foi indicada em 16 categorias do Emmy, vencendo em 8, incluindo melhor série limitada. Jean-Marc Vallée, diretor da série, recebeu o prêmio de melhor diretor em série limitada, ao passo que Nicole Kidman, Alexander Skarsgard e Laura Dern, respectivamente.[3]
- Nine Perfect Strangers (minissérie) (2022) O livro dela Nine Perfect Strangers, foi adaptado em série de televisão pelo Hulu, estrelada e produzida por Nicole Kidman.[4][5]

### Em produção
- O livro O Segredo do Meu Marido, teve seus direitos comprados pela CBS Films para um filme com a atriz Blake Lively no papel da protagonista. Não se sabe mais informações sobre o filme e sua data de estreia.
- Em 2018, foi anunciado que o livro O que Alice Esqueceu, será adaptado para um filme com a atriz Jennifer Aniston no papel de Alice. Também não foram divulgadas novas informações sobre o filme.
- O primeiro romance de Moriarty, Three Wishes foi adquirido pela Netflix como uma série. Essa série também não possui uma data de estreia definida e nenhum nome foi confirmado no elenco e na produção.[6]

## Vida pessoal
Atualmente Liane reside em Sydney com o marido Adam e seus dois filhos George e Anna.

## Livros
| Titulo Original            | Lançamento Original | Titulo no Brasil           | Lançamento no Brasil |
| -------------------------- | ------------------- | -------------------------- | -------------------- |
| Three Wishes               | 2003                | Não publicado              | -                    |
| The Last Anniversary       | 2006                | Não publicado              | -                    |
| What Alice Forgot          | 2010                | O que Alice esqueceu       | 2018                 |
| The Hypnotist's Love Story | 2011                | Não publicado              | -                    |
| The Husband's Secret       | 2013                | O Segredo do meu Marido    | 2014                 |
| Big Little Lies            | 2014                | Pequenas Grandes Mentiras  | 2015                 |
| Truly Madly Guilty         | 2016                | Até que a culpa nos separe | 2017                 |
| Nine Perfect Strangers     | 2018                | Nove desconhecidos         | 2019                 |
| Apples Never Fall          | 2021                | Segredos de Família        | 2022                 |
| Here One Moment            | 2024                | -                          | -                    |

- Obs.: o romance "What Alice Forgot" foi relançado no Brasil, em 2018, pela editora Intrínseca como "O que Alice esqueceu", enquanto o mesmo já havia sido publicado pela editora LeYa sob o título de "As Lembranças de Alice".
- Além de seus romances destinados ao público adulto, Moriarty também escreveu uma série de livros infantis intitulada "The Space Brigade" (também conhecida como "Nicola Berry: Earthling Ambassador") que conta com três livros:

1. The Petrifying Problem with Princess Petronella (2007)

1. The Shocking Trouble on the Planet of Shobble (2009)
2. The Wicked War on the Planet of Whimsy (2010)